# Gianluigi Galbagini
Gianluigi Galbagini (Orzinuovi, 14 novembre 1964) è un allenatore di calcio ed ex calciatore italiano, di ruolo difensore.

## Carriera
È stato terzino e ha militato in diverse squadre professionistiche italiane.
È cresciuto nella Cremonese, con cui ha ottenuto la promozione in Serie A nel 1984, debuttandovi la stagione seguente: esordì in massima serie il 14 ottobre 1984, in occasione della sconfitta esterna contro l'Atalanta.
Successivamente, sempre in massima serie, ha vestito le maglie del Verona, nella stagione in cui gli scaligeri portavano sul petto lo scudetto di campioni d'Italia e in cui disputarono la Coppa dei Campioni, e poi dell'Udinese.
Ha concluso la carriera nelle categorie minori.
In giovane età è stato nel giro della nazionale Under 21 con cui ha fatto parte della spedizione agli europei di categoria del 1984: in azzurro ha collezionato 1 presenza.
In carriera ha totalizzato complessivamente 48 presenze in Serie A e 71 presenze e 3 reti in Serie B.